# 杉山美由希
杉山美由希（1994年6月1日—），原名李明阳，华裔日本人，篮球运动员。
李明阳生于中国吉林省长春市，父母曾效力于吉林省男女篮球队。2009年十一届全运会，李明阳代表北京女篮出战。曾是北京首钢篮球俱乐部、中国国家青年女子篮球队队员，据日俱乐部方面说，她已于2012年5月归化为日本公民。2013年4月，经由国际篮联裁定获日本女篮联赛参赛资格。